# گلداس‌آرسی
گلداس‌آرسی (به انگلیسی: GoldSrc) که با نام گلدسورس (به انگلیسی: Goldsource) نیز شناخته می‌شود، یک موتور بازی اختصاصی است که توسط شرکت ولو ساخته شده و اولین بار در بازی ویدئویی نیمه‌عمر در سال ۱۹۹۸ به نمایش درآمد. این موتور در هسته اصلی یک نسخه کاملاً اصلاح شده از موتور بازی لرزش از اید سافت‌ویر است. به دنبال انتشار نیمه‌عمر، چندین بازی ولو با این موتور توسعه یافتند مانند بسته‌های الحاقی نیمه‌عمر، روز شکست و چندین بازی در مجموعه کانتر استرایک.
در سال ۲۰۰۴، گلداس‌آرسی با انتشار نسخه‌های کانتر استرایک: سورس و نیمه‌عمر ۲ جانشین موتور سورس شد. با این حال، ولو همچنان با به روزرسانی‌های دوره ای از این موتور پشتیبانی می‌کند.

## توسعه
در واقع موتور گلداس‌آرسی در بازی لرزش استفاده شده بود و ولو تغییرات سنگینی بر آن ایجاد کرد. به گفته گیب نیوئل اکثر کدهای استفاده شده در موتور توسط خود ولو ایجاد شده‌است. به عنوان مثال سیستم‌های هوش مصنوعی گلداس‌آرسی اساساً از ابتدا ساخته شده‌اند. همچنین این موتور از سایر کدهای مجموعه لرزش از جمله QuakeWorld و لرزش ۲ دوباره استفاده می‌کند اما در مقایسه با نسخه اصلی لرزش، بسیار کمتر استفاده شده‌است. در سال ۱۹۹۷، ولو بن موریس را استخدام کرد و ابزار Worldcraft را جهت ایجاد نقشه‌های سفارشی لرزش خریداری کرد. این ابزار بعداً به Valve Hammer Editor تغییر نام داد و به ابزار رسمی نقشه‌برداری برای گلداس‌آرسی تبدیل شد. این موتور از انیمیشن اسکلتی پشتیبانی می‌کند، که امکان تحرک حرکتی بدن و انیمیشن‌های بیان چهره را بیشتر از موتورهای دیگر در زمان انتشار خود، فراهم می‌کرد.
قبل از ایجاد موتور سورس، موتور گلداس‌آرسی هیچ نامی نداشت و به سادگی «موتور نیمه عمر» نامیده می‌شد. بعداً ولو نیاز پیدا کرد که بر روی موتور، ریسک ایجاد خطا در پایگاه کد نیمه‌عمر را کاهش دهد، در نتیجه موتور نیمه عمر را به دو شاخه اصلی انشعاب داد: یکی با عنوان گلداس‌آرسی (GoldSrc) و دیگری اس‌آرسی (Src).
در داخل، هر بازی که از شاخه اصلی استفاده می‌کرد، «Goldsource» شناخته می‌شد تا از شاخه دوم متمایز شود، شاخه دوم بعدها به موتور سورس تبدیل شد. سرانجام، «GoldSrc» چیزی شبیه به موتور شد و به عنوان عنوان رسمی پذیرفته شد.
ولو نسخه‌های موتور GoldSrc را برای مک‌اواس و لینوکس در سال ۲۰۱۳ منتشر کرد.

## تاریخچه

### مجموعه نیمه‌عمر
نیمه‌عمر اولین عنوان شرکت ولو و اولین بازی ویدئویی بود که از GoldSrc استفاده کرد. بازی با کسب بیش از پنجاه جایزه بازی سال PC مورد تحسین منتقدان قرار گرفت. در بسته‌های الحاقی، نیروی مهاجم و آبی‌پوش هر دو از موتور GoldSrc استفاده کردند که توسط گیرباکس سافت‌ور توسعه داده شدند. نیمه‌عمر: تباهی، بسته الحاقی نیمه‌عمر که فقط برای پلی‌استیشن ۲ در سال ۲۰۰۱ منتشر شد. نیمه‌عمر: تباهی آخرین بازی در مجموعه نیمه‌عمر بود که از GoldSrc استفاده کرد.

### دیگر بازی‌های ولو
ولو چندین بازی را با استفاده از موتور GoldSrc توسعه داد که بسیاری از آنان، بر اساس یک ماد از کاربران بودند. تیم فورترس کلاسیک، که در سال ۱۹۹۹ توسط ولو منتشر شد، نخستین بار توسط دو توسعه دهنده یک ماد از لرزش ساخته شد. کانتر استرایک و روز شکست در اصل یک ماد در نیمه‌عمر بود که ولو حق خرید آنان را گرفت و به عنوان عناوین مستقل دوباره منتشر کرد. کانتر استرایک نئو و کانتر استرایک کاندیشن زیرو هر دو از موتور GoldSrc استفاده کردند. اگرچه عناوین بعدی ولو از موتور سورس استفاده کردند، کانتر استرایک آنلاین و کانتر استرایک: زامبی‌ها، دو عنوان spinoff به ترتیب توسط نکسان در سال ۲۰۰۸ و ۲۰۱۴ منتشر شد، از GoldSrc به عنوان موتور خود استفاده می‌کنند.

### دیگر
موتور GoldSrc برای انواع بازی‌های شخص ثالث مورد استفاده قرار گرفت. Rewolf Software از این موتور در بازی Gunman Chronicles در سال ۲۰۰۰ استفاده کرد، و نسخه رایانه ای جیمز باند ۰۰۷: شب جهنمی توسط گیرباکس سافت‌ور با استفاده از نسخه اصلاح شده GoldSrc در سال ۲۰۰۲ توسعه داده شد.

## فهرست بازی‌ها
| سال  | عنوان                        | توسعه دهنده                                                    | ناشر                             |
| ---- | ---------------------------- | -------------------------------------------------------------- | -------------------------------- |
| ۱۹۹۸ | نیمه‌عمر                      | ولو                                                            | سییرا انترتینمنت، ولو (دیجیتالی) |
| ۱۹۹۹ | نیمه‌عمر: نیروی مهاجم         | گیرباکس سافت‌ور، ولو                                            | سییرا انترتینمنت، ولو (دیجیتالی) |
| ۱۹۹۹ | تیم فورترس کلاسیک            | ولو                                                            | ولو، سییرا انترتینمنت (دیجیتالی) |
| ۱۹۹۹ | Sven Co-op                   | Sven Co-op team                                                | Sven Co-op team                  |
| ۲۰۰۰ | کانتر استرایک                | ولو                                                            | سییرا انترتینمنت                 |
| ۲۰۰۰ | Gunman Chronicles            | Rewolf Entertainment                                           | سییرا انترتینمنت                 |
| ۲۰۰۰ | Ricochet                     | ولو                                                            | ولو                              |
| ۲۰۰۱ | Deathmatch Classic           | ولو                                                            | ولو                              |
| ۲۰۰۱ | نیمه‌عمر: آبی‌پوش              | گیرباکس سافت‌ور، ولو                                            | سییرا انترتینمنت، ولو (دیجیتالی) |
| ۲۰۰۱ | نیمه‌عمر: تباهی               | گیرباکس سافت‌ور                                                 | سییرا انترتینمنت                 |
| ۲۰۰۲ | جیمز باند ۰۰۷: شب جهنمی      | Eurocom, گیرباکس سافت‌ور                                        | الکترونیک آرتس                   |
| ۲۰۰۳ | روز شکست                     | ولو                                                            | اکتیویژن، ولو (دیجیتالی)         |
| ۲۰۰۳ | کانتر استرایک نئو            | نامکو                                                          | نامکو                            |
| ۲۰۰۴ | کانتر استرایک کاندیشن زیرو   | ولو، Ritual Entertainment, گیرباکس سافت‌ور، Turtle Rock Studios | سییرا انترتینمنت، ولو (دیجیتالی) |
| ۲۰۰۸ | کانتر استرایک آنلاین         | ولو، نکسان                                                     | نکسان                            |
| ۲۰۱۴ | Counter-Strike Nexon: Studio | ولو، نکسان                                                     | نکسان                            |